# Diancheng
Diancheng är en köping i sydöstra Kina. Den ligger i stadsdistriktet Dianbai i staden Maoming i provinsen Guangdong, omkring 270 kilometer sydväst om provinshuvudstaden Guangzhou. Antalet invånare är 149 501. Befolkningen består av 69 826 kvinnor och 79 675 män. Barn under 15 år utgör 27,0 %, vuxna 15-64 år 65 %, och äldre över 65 år 7,0 %.